# Nasu no Yoichi
Nasu no Yoichi (那須与一, 1169 - 1232) foi um samurai, nascido na Província de Shimotsuke, que viveu no final do Período Heian e que deve sua celebridade a um incidente ocorrido nas Guerras Genpei relatado no Heike Monogatari .
Em 22 de março de 1185, durante a  batalha naval de Yashima, os Taira colocaram um leque no alto do mastro de um de seus barcos, proclamando que protegia a embarcação das flechas, e conclamaram aos guerreiros Minamoto a derrubá-lo. Cavalgando com seu cavalo sobre as ondas, e apesar do balanço do mar que agitava o barco, Nasu conseguiu abater o alvo com somente uma flecha  .
Depois das guerras, o novo Shōgun Minamoto no Yoritomo lhe recompensa tornando-o um Daimiô do Castelo Tottori, mas acaba perdendo esta posição depois de ser derrotado por Kagetoki Kajiwara em uma competição de caça. Abandona então a Província de Echigo e depois da morte de Yoritomo passa a ser um monge budista (Bhikkhu) na seita Jōdo Shinshū.
Acredita-se que sua morte ocorreu em 1232, aos 63 anos de idade, durante uma cerimonia em Kōbe em honra aos mortes das Guerras Genpei.